# Gottorm Eriksson
Gottorm Erikson (928-953) fue príncipe vikingo de Noruega, sexto hijo de Erico I de Noruega y su consorte Gunnhild.
Según las fuentes históricas fue el responsable directo de la muerte de Tryggve Olafsson. Murió en el campo de batalla luchando contra su tío Haakon el Bueno en Avaldness, Karmøy.